# Johnny Cash
Johnny Cash (Kingsland, Arkansas, 1932. február 26. – Nashville, Tennessee, 2003. szeptember 12.) tizennyolcszoros Grammy-díjas amerikai énekes, színész, dalszövegíró.

## Fiatalkora
Egy szigorú és szegény baptista gyapotültetvényes család negyedik gyermekeként született. Szülei Ray Cash (1897–1985) és Carrie Rivers (1904–1991). Gyermekkorának egyik legmeghatározóbb alakja az édesanyja volt, általa kedvelte meg a zenét és különösen a gospelt. (Évtizedekkel később ki is adott egy hagyományos gospeldalokat tartalmazó lemezt, My Mother's Hymn Book címmel.) Édesanyja és egy iskolatársa tanította meg az első gitárakkordokra. Születésekor a J.R. nevet kapta, mivel a szülei nem tudták eldönteni, hogy mi legyen a neve. Ezt a nevet később megváltoztatta, mivel a hadsereg nem fogadott el csak kezdőbetűket, így lett John R. Cash.
1935-ben Dyess Colonyba költöztek, ahol átélték a Mississippi 1937-es áradását. Ezt örökítette meg 1959-es Five Feet High and Rising című dalában.
1944-ben kapta első saját gitárját. Ebben az évben tragédia sújtotta a családot: egyik testvére, Jack, egy körfűrész okozta balesetben életét vesztette. A részletekről annyi került napvilágra, hogy a gyermek fafűrészelés közben előreesett, és a fűrész a fejét érte. Ettől a szörnyű emléktől John sokáig nem tudott szabadulni. A tragédia hatására kezdett el dalokat, verseket írni. 1945-ben egy énektanárhoz küldték, aki arra kérte, ne tegyen mást, csak őrizze meg természetes, szép hangját. Apja ebben az időben egy Dixie (Delta) nevű countryzenekart vezetett.
A következő évben munkát vállalt: farmeroknak hordott vizet. 1950-ben fejezte be a középiskolát, és először egy detroiti karosszériaüzemben kezdett dolgozni. Ezt követően az Evadale margaringyárba került, ahol a műhelyeket és az óriási konténereket kellett tisztán tartania. Ez év júliusában négyéves szolgálatra jelentkezett a légierőhöz, és a Nyugat-Németországban lévő Landsberg Légibázisra került. Itt alakította meg első együttesét Landsberg Barbarians néven.
1954-ben őrmesterként szerelt le. Röviddel hazatérte után feleségül vette a San Antonió-i születésű Vivian Libertót, és Memphisbe költöztek, ahol elektromos cikkek eladásával foglalkozott. Esténként a rádióbemondók iskolájába járt. Memphisben találkozott Luther Perkins elektromos-gitárossal és Marshall Grant basszusgitárossal, akikkel ingyen lépett fel a KWEM rádióban.

## A Sun Records
Cash úgy gondolta, hogy megpróbál szerződést kötni a Sun Records stúdióval. Az első meghallgatás alkalmával gospeleket adtak elő, amelyek nem igazán nyerték meg a tulajdonos, Sam Phillips tetszését. Azt tanácsolta viszont nekik, hogy menjenek haza és „vétkezzenek, majd jöjjenek vissza olyan dalokkal, amelyeket el tud adni”. Végül a Cry, Cry, Cry című dalával nyerte meg Phillipset. 1955-ben kiadták a Hey Porter és a Cry Cry Cry című dalokat, s ezek rögtön nagy sikereket értek el a listákon. Első jövedelme 2,41 dollár volt. A Sun Recordsnál találták ki számára a Johnny nevet.
Következő felvétele a Folsom Prison Blues volt. Az I Walk the Line című dalt kétmillió példányban adták el. Ez lett az életét bemutató film eredeti címe is. Az előbbi dal ötödik, az utóbbi első helyezést ért el a country toplistán. 1957-ben elsőként adott ki nagylemezt a Sun Records történetében. Ekkorra már ő volt a stúdió legtöbb lemezt eladó sztárja, mégis úgy érezte, hogy nem foglalkoznak vele eleget (Sam Phillips ekkor már Jerry Lee Lewis útját egyengette, ráadásul nem engedte, hogy Cash gospelalbumot készítsen), így elfogadta a Columbia Records ajánlatát.

## Drogok
Ahogy Cash karrierje kezdett felfelé ívelni, egyre több alkoholt ivott és rászokott az amfetaminra. Egy ideig egy lakásban élt Waylon Jenningsszel, későbbi barátjával, aki maga is amfetaminfüggő volt. Bár függősége nyilvánvaló volt, sok barátja nem vett róla tudomást. Függősége ellenére sikeres maradt, s a Ring of Fire című dallal első helyezést ért el a countrylistákon. Eredetileg a dal June Carter és Merle Kilgore tollából származik, és először a Carter's Sisters énekelte el. A dal June Carter személyes érzelmeiről szól, arról, hogyan próbálta eltitkolni Johnhoz fűződő szerelmét (mindketten házasok voltak), és hogy miként akarta Casht megszabadítani „ördögi körétől”, az italtól és az amfetamintól.
Egy alkalommal, 1965 júniusában, miatta égett le a Los Padres Nemzeti Park fele, mivel kigyulladt a traktorja. Amikor megkérdezték, hogy ő tette-e, csak annyit válaszolt, hogy nem ő, hanem a traktorja a hibás. Bár igyekezett fenntartani a róla kialakult „törvényen kívüli” (outlaw) imázst, ő maga soha nem ült hosszabb ideig börtönben, igaz, kisebb kihágások miatt egy-egy éjszakára rács mögé dugták. A legemlékezetesebb eset az volt, amikor 1966-ban El Pasóban elkapták a rendőrök, mert drogot csempészett be az országba Mexikóból. Ám mivel ezek a tabletták akkor nem voltak illegálisak, a bíróság ítélete felfüggesztett büntetés és 125 ezer dollár bírság volt.
Egy autóbalesetet követő gyógyszer-túladagolásba majdnem belehalt, az izgatószerek miatt emlékezetkiesései voltak. 1967-ben Starkville-ben letartóztatták, mivel belopózott egy kertbe virágot szedni. Ezt az emléket örökítette meg a Starkville City Jail című dalban. Dr. Nat Winston kezelésének, s talán még inkább June Carter állhatatos emberi és művészi gondoskodásának következtében az 1960-as évek végére sikerült helyreállítania egészségét.

## Folsom Prison Blues
Amikor Nyugat-Németországban állomásozott, 1951-ben egyik este megnézte az Inside the Walls of Folsom Prison című filmet, aminek hatására írta meg a nagy sikerű Folsom Prison Blues című dalt. Az 1960-as évek végén börtönökben kezdett el fellépni.
1968-ban újra megnősült, a londoni koncert után elvette June Cartert. Öt gyermeket neveltek, négy lányt és egy fiút: Rosanna, Kathleen, Cindy, Tara és John Carter. Ekkor készült két legendás albuma, az At Folsom Prison – 1968 és az At San Quentin – 1969. Az At Folsom Prison albumról a Folsom Prison Blues, az At San Quentin-ről pedig az A Boy Named Sue című dal lett nagy siker. Előbbi első helyezést ért el a country slágerlistán, és másodikat a poplistán. Az eredeti felvételeket megvágták, mivel John néhány helyen igen szabadszájú volt, ám a CD-n kiadott változat az eredeti vágatlan anyagot tartalmazta, így hosszabb is, mint az eredeti.
A Folsom és San Quentin börtön mellett John 1972-ben a svéd Österaker börtönben is fellépett. 1973-ban adták ki az At Österaker című albumot. A felvétel azért érdekes, mert a dalok közötti szünetekben hallani lehet, ahogy John svédül beszél az elítéltekhez. Miután az 1970-es évek elején leszokott a kábítószerekről, újra felfedezte a keresztény vallást, és egy Nashville-hez közel eső templomba járt rendszeresen.

## The Man in Black

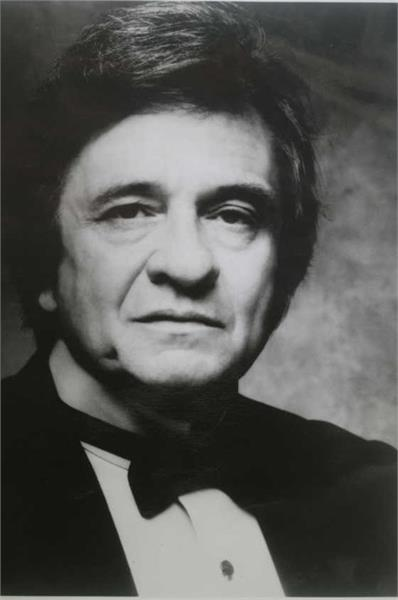
Johhny Cash, 1970-es évek

Az 1970-es évek végére „találta ki önmagát”. Rendszerint feketében lépett fel a koncertjein. Ez a fellépőruha teljesen ellentétes volt azzal, amit az akkori countrysztárok viseltek, ők ugyanis csillogó, feltűnő színekben léptek fel (rhinestone style). Kezdetben Cash és zenészei azért viseltek feketét, mert ez volt az egyetlen olyan szín, amelyik mindenki ruhatárában megtalálható volt. Igaz, pályája elején viselt színes ruhákat, ám önéletrajzi írásában elmeséli, hogy szeretett feketét viselni a mindennapokban is. 1971-ben megjelent a The Man in Black című lemeze. A címadó dalban kifejtette, hogy addig lép fel feketében koncertjein, amíg háborúk sanyargatják a világot, és vannak olyan emberek, akik nyomorognak.

## Az 1970-es évek
Cash a hatvanas évek végén szerződést kötött az ABC televíziós társasággal, és elindította saját műsorát The Johnny Cash show címmel. Műsorában olyan hírességek szerepeltek, mint a Statler Brothers, Bob Dylan, Neil Young, Kris Kristofferson, Roy Orbison és Judy Collins. A műsor végül 1972-ben megszűnt, mert a producer és a rendező olyan változtatásokat szeretett volna, amikbe Cash nem egyezett bele.
1971-ben dokumentumfilmet készített Izraelben Gospel Road címmel. 1972. március 16-án Grammy-díjat kapott az If I Were a Carpenter (szerzői Tim Hardin és Bobby Darin) című dalért a legjobb countryelőadó kategóriában.
Johnny Cash a hatvanas évek végén összebarátkozott Bob Dylannel, aki szomszédja volt Woodstockban. Több duettet is énekelt vele, például a One Too Many Morning címűt, és Dylan Nashville Sklyine című countryalbumán is közreműködött.
A hetvenes évek közepére Cash népszerűsége visszaesett, bár 1975-ben kiadott első önéletrajzi írása, a Man in Black 1,3 millió példányban kelt el. (Második önéletrajzi írása 1997-ben jelent meg Cash: The Autobiography címmel.) Ekkor készült el barátja, Billy Graham segítségével Jézus életéről szóló filmje, amely a The Gospel Road címet kapta.
Cash-t először 1970-ben hívták meg a Fehér Házba. Ekkor Nixon volt az elnök, s az ő kérése az volt, hogy Cash játsszon el neki két dalt, mégpedig a Okie from Muskogee-t (mely elítéli az alkohol- és drogfogyasztást) és a Welfare Cadillac-et. John visszautasította a kérést, ezek helyett a The Ballad of Ira Hayes-t adta elő. (Ira Hayes a második világháború egyik amerikai hőse, akivel rosszul bántak visszatérése után; a híres Raising the Flag on Iwo Jima című képen is látható.) Cash egyébként jó barátságban volt az összes későbbi elnökkel, bár Bill Clintonban és George W. Bushban nem igazán bízott. Közelebbi barátságba talán Jimmy Carterrel került. Ezek a barátságok nem a politikáról szóltak, mivel az Johnt nem igazán érdekelte, inkább arról volt szó, hogy kedvelte és nagyra tartotta ezeket az embereket.

## Az 1980-as évek
A nyolcvanas évektől már csak ritkán vállalt börtönben fellépéseket, de kétévente továbbra is lemezt jelentetett meg a Columbiánál. Változatlanul aktívan koncertezett az egész világon. Budapesten 1983-ban lépett fel a Sportcsarnokban. 1986-ban nagy megrázkódtatás érte: a Columbia Records közel harminc év után szerződést bontott vele, s egy ideig nem találta a helyét. A Mercury Records kereste meg, itt öt albumot készített (ekkor jelentek meg első CD-i).
1987-ben Lengyelországban adott koncertet, Sopotban. Ez volt az utolsó kelet-európai koncertje. 1989-ben szívrohamot kapott, és egy hétig kómában feküdt. Felépült, de egy évig nem vállalt semmilyen fellépést.

## The Highwaymen
A Highwaymen együttes 1985-ben alakult, tagjai Johnny Cash, Waylon Jennings, Kris Kristofferson és Willie Nelson énekesek voltak. A kilencvenes évek elején rengeteget koncerteztek Írországban. Volt egy tervezett fellépésük Bukarestben is, de ezt törölték, vélhetőleg az akkori háborús történések miatt. Összesen három stúdióalbumot jelentettek meg:
- Highwayman (1985)
- Highwaymen II (1990)
- Highwaymen III (The Road Goes On Forever) (1995)

## American Recordings
1994-ben Rick Rubin megkeresésére Cash leszerződött utolsó kiadójához, az American Recordingshoz. Itt négy albuma készült, mind a négy unplugged jellegű, együttese nélkül. Az American I. album kapta a legnagyobb reklámot: a dalokkal fellépett Németországban, Angliában, Ausztráliában és az 1994-es woodstocki, glastonbury fesztiválon, valamint számos amerikai talkshow-ban. A Deila's Gone című számból videóklip készült.

## Halála
1997 óta nem turnézott, csak egyestés fellépéseket vállalt. 1999-ben Parkinson-kórt diagnosztizáltak nála. 2001-ben ismét kórházba került, keringési zavarokkal. Közben készült az utolsó American CD. 2003 májusában felesége, June szívrohamban meghalt. Innentől Cash már csak árnyéka volt önmagának. Egyre elhatalmasodó betegsége miatt már beszélni is alig tudott. Utolsó koncertjét 2003. július 15-én adta a Virginia állambeli Hiltsonban, ahol – rajongói szerint – betegsége ellenére meglepően jól énekelt. Hangja megtört, öreg, fájdalommal teli volt.
Állapota ezután romlani kezdett, gyomorpanaszok miatt kórházba került. 2003. szeptember 10-én engedték haza az orvosok a nashville-i baptista kórházból, ahol két hetet töltött. Két nappal később, szeptember 12-én azonban újra kórházba kellett szállítani, ahol a délelőtti órákban cukorbetegségéből adódó, fulladást okozó komplikációkba halt bele, alig négy hónappal a felesége halála után.
Egyik utolsó interjújában így nyilatkozott: „Nagyon szép életem volt, de nem adom fel, harcolok a betegségem ellen amíg lehet. Nem félek a haláltól”.
Egész Amerika gyászolta. Nixontól kezdve George Bushig szinte minden elnöktől kapott valamilyen állami kitüntetést. A temetésen több százan vettek részt, köztük olyanok, mint Sheryl Crow, Bono és az egykori Tennessee Three-tagok. Nashville-i, hendersonville-beli házukból múzeumot alakítottak ki. Rick Rubin bejelentette, hogy 1994-től haláláig felénekelt kiadatlan felvételeit hamarosan megjelenteti. Az American V: A Hundred Highways album 2006-ban vezette az amerikai albumlistákat. Több mint hat évvel halála után jelent meg utolsó, addig kiadatlan albuma, az American VI: Ain't No Grave. Az új lemez 2010. február 26-án, a művész születésének 78. évfordulóján jelent meg. Utolsó albumából csak az Egyesült Államokban 54 ezer példány kelt el, és a Billboard-listán harmadik helyezést ért el.

## Családja
- Első felesége Vivian Liberto (1930–2005; 1954. augusztus 7. – 1966. augusztus 7. között házasok). Gyermekeik:
  - Rosanne Cash (1955. május 24. –)
  - Kathy Cash (1956. április 16. –)
  - Cindy Cash (1958. július 29. –)
  - Tara Cash (1961. augusztus 24. –)
- Második felesége June Carter Cash (1929–2003; 1968. március 1. – 2003. május 15. (June halála) között voltak házasok). Gyermekük:
  - John Carter Cash (1970. március 3. –)

## Jelentősebb albumai
- With His Hot and Blue Guitar (1957)
- The Fabulous Johnny Cash (1958)
- Bitter Tears: Ballads of the American Indian (1964)
- At Folsom Prison (1968)
- At San Quentin (1969)
- The Man in Black (1971)
- American Recordings (1994)
- American IV: The Man Comes Around (2002)
- Unearthed (2003)
- The Mystery of Life (2003)
- American V: A Hundred Highways (2006)
- The Great Lost Performance – At Asbury Park (2007)
- American VI – Ain’t No Grave (2010)

## Filmszerepei, közreműködései
- 1970 – Törvénysértő seriff (színes, amerikai filmdráma) – zeneszerző
- 1971 – Pisztolypárbaj (színes, amerikai western) – színész
- 1974 – Columbo: Hattyúdal (színes, amerikai krimi) (tv-film) – színész
- 1974 – A farm, ahol élünk, 47. rész (színes, amerikai filmsorozat) (tv-film) – színész
- 1977 – A Concert: Behind Prison Walls (színes, amerikai zenefilm) (tv-film) – színész
- 1983 – Gyilkosság Coweta megyében (színes, amerikai filmdráma) (tv-film) – színész
- 1984 – A Báró és a kölyök (színes, amerikai filmdráma) (tv-film) – színész
- 1986 – Postakocsi (színes, amerikai akciófilm) (tv-film) – színész
- 1989 – Tennessee-i éjszakák (színes, svájci-amerikai-osztrák thriller) – színész
- 2004 – Emelt fővel (színes, amerikai thriller) – zeneszerző
- 2005 – A nyughatatlan (színes, amerikai életrajzi dráma) – író

## Díjak és elismerések
Broadcast Music Incorporated

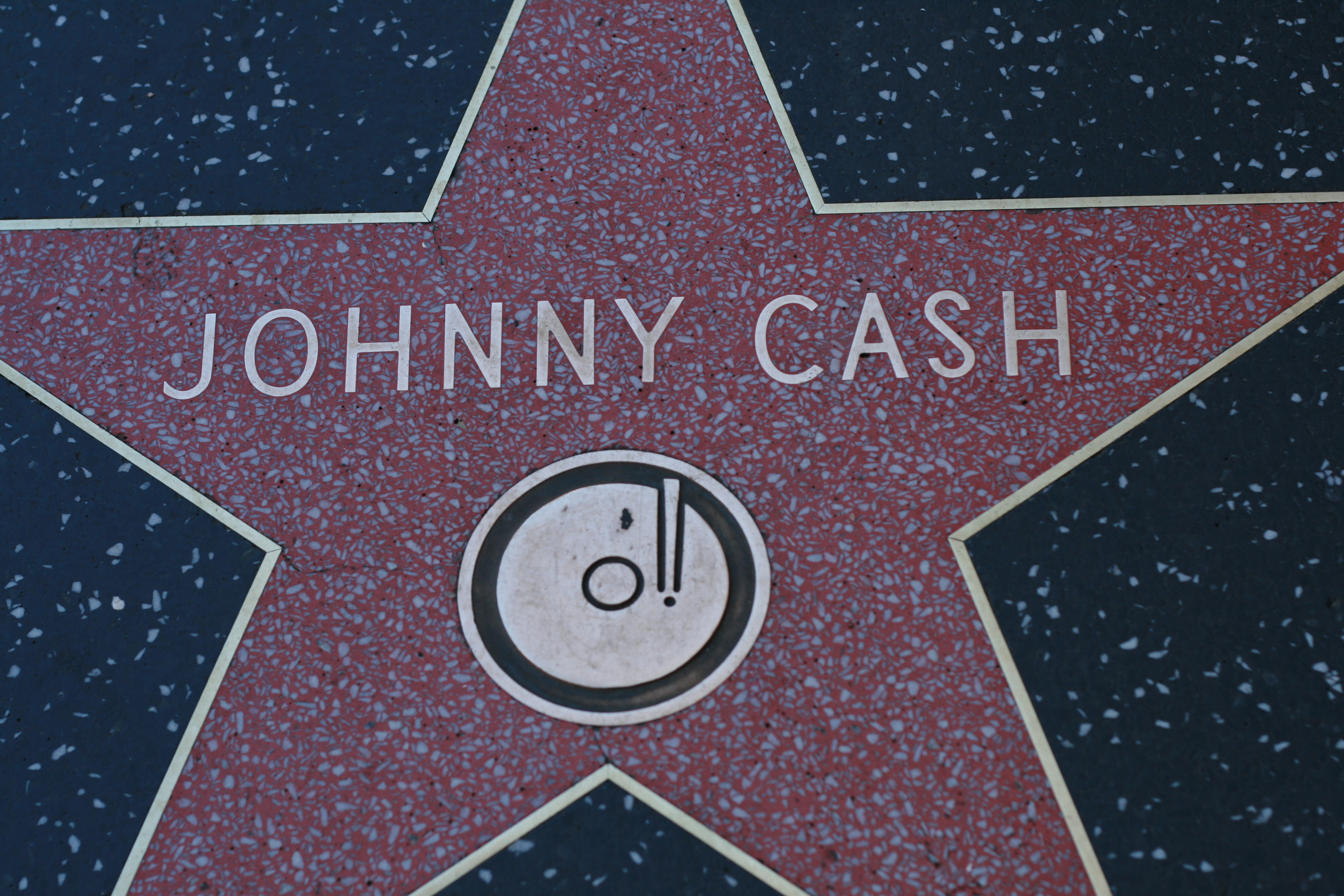
Csillaga a Walk of Fame-en

- 1956 – BMI díj – Folsom Prison Blues
- 1956 – BMI díj – I Walk the Line
- 1956 – BMI díj – So Doggone Lonesone
- 1956 – Cashbox – Most Promising Male Vocalist
- 1957 – Cashbox – Most Programmed Male Country Vocalist
- 1957 – BMI díj – Next In Line
- 1957 – BMS díj – There You Go
- 1957 – BMI díj – Train of Love
- 1958 – Billboard – Favorite Country & Western Artist
- 1958 – BMI díj – Big River
- 1958 – BMI díj – Come In Stranger
- 1958 – BMI díj – Home of the Blues
- 1958 – BMI díj – It's a Little More Like Heaven Where You Are
- 1958 – Cashbox – Most Programmed Male Country Vocalist
- 1959 – Cashbox – Male Country Vocalist of the Year
- 1959 – Billboard
- 1959 – BMI díj – All Over Again
- 1969 – BMI díj – Don't Take Your Guns to Town
- 1959 – BMI díj – I Got Stripes
- 1959 – BMI díj – What Do I Care
- 1959 – BMI díj – Luther's Boogie
- 1964 – BMI díj – The Matador
- 1964 – BMI díj – Understand Your Man
- 1967 – Grammy-díj – Jackson
- 1968 – Grammy-díj – Best Album Notes: Johnny Cash at Folsom Prison
- 1968 – Folsom Prison Blues
- 1968 – Grammy-díj – Jackson
- 1969 – CMA – Entertainer of the Year
- 1969 – CMA – Single of the Year: A Boy Named Sue
- 1969 – CMA – Single of the Year: San Quentin
- 1969 – CMA – Vocal Dueo of the Year: Johnny Cash & June Carter
- 1969 – CMA – Founding President's Award
- 1969 – SESAC – Lorena
- 1969 – Metronome – Man of the Year
- 1969 – BMI díj – Folson Prison Blues
- 1969 – BMI díj – Daddy Sang Bass
- 1970 – Record World – Album of the Year: San Quentin
- 1970 – Record World – Country Artist of the Decade
- 1970 – Newspaper Entertainment Assoc. – Man of the Year
- 1970 – Music Operators of American – Man of the Year
- 1970 – CMA Great Britain – Album of the Year: San Quentin
- 1970 – CMA Great Britain – Entertainer of the Year
- 1970 – Grammy-díj – Male Vocalist of the Year
- 1970 – Grammy-díj – Best Album Notes: Nashville Skyline
- 1971 – Doctorate of Humanities – Garner Webb University
- 1972 – Listen Magazine – Man of the Year
- 1972 – CMA Great Britain – Entertainer of the Year
- 1972 – Audie Murphy – Patriotism Award/Spirit Of America Festival
- 1972 – Dove Award – Album Liner Notes
- 1972 – SESAC – Long Legged Guitar Pickin' Man
- 1975 – Intl. Film & Television Festival Bronze Award: Ridin' The Rails
- 1976 – American Medical Assoc. – Special Merit Award
- 1976 – Doctorate of Humane Letters – National University
- 1976 – Hollywood Chamber of Commerce – Star Walk Of Fame
- 1977 – Horatio Alger – The Horatio Alger Award
- 1979 – United Nations – Humanitarian Award
- 1979 – Arkansas Broadcasters Assoc. – The Arkansasn of the Year
- 1979 – Youth For Christ – Man of the Year
- 1980 – CMA – Hall Of Fame Inductee
- 1981 – National Assoc. for Continuing Education – President's Award
- 1985 – ASCAP – Tennessee Flat Top Box
- 1985 – ACM – Single of the Year: Highwayman
- 1986 – AMA – Favorite Video Group – The Highwayman
- 1986 – Jewish National Fund – Shalom Peace Award
- 1988 – RIAA – Multi Platinum Album: Johnny Cash at Folsom Prison
- 1989 – Music City News – The Living Legend Award
- 1989 – Songwriter's Guild of American – Aggie Award/ Hall Of Fame Inductee
- 1990 – ACM – The Pioneer Award
- 1991 – Grammy-díj – The Living Legend Award
- 1992 – Rock and Roll Hall of Fame – Hall Of Fame Inductee
- 1994 – Grammy-díj – Best Folk Album: American Recordings
- 1994 – Guitar Player Magazine – Best Country Guitar LP: American Recordings
- 1995 – NAMMIE – Best Folk Album: American Recordings
- 1995 – Country Weekly Magazine – Favorite All Time Male Vocalist
- 1996 – Kennedy Center Honors – Lifetime Contribution To American Culture
- 1996 – Arkansas Entertainers Hall of Fame – The President's Award
- 1996 – Arkansas Entertainer's Hall of Fame – The Entertainer's Award
- 1996 – Rolling Stone – Best Country Artist
- 1997 – Playboy Music Poll – Hall Of Fame
- 1998 – Grammy-díj – Best Country Album: Unchained
- 1998 – National Academy of Songwriters – Lifetime Achievement Award
- 1998 – CLIO – Music Adaptation – Nissan "Assembly Line"
- 1999 – Grammy-díj – Lifetime Achievement
- 1999 – NARAS Memphis Chapter – Premier Player Award
- 1999 – CCMA – The Living Legend Award
- 1999 – NAMMIE – The Heritage Award
- 2000 – Grammy-díj – Best Country Male Vocal – Solitary Man
- 2001 – Autry Museum – The Western Heritage Award
- 2002 – Grammy-díj – Shared for Best Country Album
- 2002 – National Medal of Art for 2001
- 2003 – CMA – Irving Waugh Award of Excellence
- 2003 – CMA – Video of the Year: Hurt
- 2003 – CMA – Album of the Year: American IV, The Man Comes Around
- 2003 – CMA – Single of the Year: Hurt